# Otto Groth
Otto Groth (* 2. Juli 1875 in Schlettstadt, Elsass; † 15. November 1965 in München) war ein deutscher Journalist und Medienwissenschaftler mit dem Schwerpunkt Zeitung. Er gilt neben Emil Dovifat und Karl Bücher als einer der Gründungsväter der deutschen Zeitungswissenschaft.

## Leben
Otto Groth kam als Achtjähriger nach München, nachdem sein Vater Paul Groth 1883 zum Professor für Mineralogie und Kurator der Mineralogischen Staatssammlung in München berufen worden war. Nach dem Abitur begann er 1895 ein Studium der Volkswirtschaft und Jura an der Universität München. 1900 wurde er Journalist bei dem 1892 gegründeten Volksblatt Der Beobachter in Stuttgart, 1906 leitender Redakteur der Ulmer Zeitung und zwei Jahre später Korrespondent der Frankfurter Zeitung, deren Redaktion aus politischen Gründen 1866 nach Stuttgart verlegt worden war. 1915 wurde Groth an der Universität Tübingen mit der Arbeit Die politische Presse Württembergs zum Dr. rer. pol. promoviert. Ab 1920 war er Korrespondent der Frankfurter Zeitung in München. Otto Groth bot in seinem mehrbändigen Opus magnum Die Zeitung, das 1928 bis 1930 erschien, eine schier unerschöpfliche Faktenfülle zur historischen Entwicklung des deutschen Pressewesens.
Groth war zwar – wie sein Vater – evangelisch getauft, galt als Sohn seiner zum Christentum konvertierten Mutter jüdischer Herkunft jedoch als Halbjude. Zwar war er sogar vor Emil Dovifat auf der Berliner Berufungsliste platziert, bekam jedoch schon vor 1933 letztlich keinen Lehrstuhl.
Im Jahr 1934 verschärfte sich seine berufliche Situation, da er vom Schriftleitergesetz der nationalsozialistischen Reichsregierung unmittelbar betroffen war: Er erhielt Berufsverbot.
Nach Ende des Krieges beteiligte sich Groth an der Organisation von Bildungskursen für Journalisten und war ab 1948 Mitherausgeber der Münchener Schriften. Als Vorsitzender des neugegründeten Journalistenverbands in Bayern leitete er ab 1946 die ersten Journalistischen Vorbildungskurse in München. Zu diesen (von der US-Besatzungsmacht auf Grundlage der damaligen Reeducation-Phase geförderten) Lehrgängen war keine Hochschulreife erforderlich; sie waren auf 10 Monate Dauer und berufsbegleitend im Stil einer Abendschule angelegt. Dies erleichterte hunderten von Nachwuchsjournalisten den Berufseinstieg, bis das Provisorium 1949 durch die Gründung der Deutschen Journalistenschule hinfällig wurde.
Groth definierte die Zeitung mit Hilfe folgender vier „Wesensmerkmale“:
- Aktualität
- Universalität
- Publizität
- Periodizität

Die materielle Basis der Zeitung legte er in seiner bis heute in der Kommunikationswissenschaft gebräuchlichen Definition nicht fest. „Zeitung“ meint also nicht so sehr das gedruckte Tageblatt, als die ihm zugrundeliegende „geistige Gestalt“ des Inhalts, was durch Begriffe wie Kulturwerk Zeitung, Zeitgespräch der Gesellschaft oder Gespräch der Gesellschaft mit sich selbst über Fragen der Zeit verdeutlicht wird.

## Persönliches
Otto Groth war seit 1903 mit Marie Groth, geborener Hörlin (* 1881), verheiratet. Der Ehe entstammten drei Kinder, darunter der in Stuttgart geborene Bankier Rudolf Groth (* 1909).
Im November 1965 starb er im Alter von 90 Jahren in München.

## Auszeichnungen
- 1952: Verdienstkreuz (Steckkreuz) der Bundesrepublik Deutschland
- 1961: Bayerischer Verdienstorden
- 1965: Großes Verdienstkreuz der Bundesrepublik Deutschland
- Groth wurde anlässlich seines 90. Geburtstags zum Ehrenmitglied der Deutschen Gesellschaft für Publizistik- und Zeitungswissenschaft (DGPuZ) ernannt.

## Zitat
„Die Nachricht muß wahr sein, den Tatsachen entsprechend, sie muß möglichst frei von persönlichen Auffassungen und Gefühlen des Berichtenden, von Werturteil und Zwecksetzungen sein, sie muß sich auf tatsächliche Vorgänge beschränken.“

## Schriften (Auswahl)
- Politisch-Wirtschaftliches Konversationslexikon. Levy & Müller, Stuttgart 1911 (zusammen mit Hermann Gustav Bayer; Titelaufnahme im BVB).
- Die politische Presse Württembergs. Dissertation. Scheufele, Stuttgart 1915, DNB 570670756.
- Die Zeitung. Ein System der Zeitungskunde (Journalistik). 4 Bände. Verlag Bensheimer, Mannheim/Leipzig 1928–1930, DNB 560527330.
- Zur Historie der Zeitungswissenschaft. In: Zeitungswissenschaft, 1931, 6. Jg., S. 378–383; ZDB-ID 552392-8.
- Die Geschichte der deutschen Zeitungswissenschaft. Probleme und Methoden. Weinmayer, München 1948, DNB 451688953.
- Die unerkannte Kulturmacht. Grundlegung der Zeitungswissenschaft (Periodik). 7 Bände. de Gruyter, Berlin 1960–1972, DNB 456823840 (Band 1–6), DNB 540005622 (Band 7).
- Allgemeinen Betrachtungen zur Kunstkritik. In: Publizistik. 8. Jg. (1963), S. 478–488.
- Vermittelte Mitteilung. Ein journalistisches Modell der Massenkommunikation (= Reihe ex libris Kommunikation. Band 7). Hrsg.: Wolfgang R. Langenbucher. Fischer, München 1998, ISBN 3-88927-161-8.